# Louis Gaspard Odolant-Desnos
Louis Gaspard Odolant-Desnos, né à Alençon le 19 janvier 1768 et mort le 24 septembre 1807 au château des Vignes à Colombiers, est un homme politique français.

## Biographie
Fils du médecin et historien alençonnais Pierre-Joseph Odolant-Desnos, il est élu député de l'Orne lors des élections législatives de l'an VI (avril 1798) et siège au Conseil des Cinq-Cents jusqu'à sa dissolution à la fin de l'année suivante.
Favorable au 18 brumaire, il est réélu comme député au Corps législatif en l'an VIII (1800) et y siège jusqu'à sa mort en 1807.

## Sources
- « Louis Gaspard Odolant-Desnos », dans Adolphe Robert et Gaston Cougny, Dictionnaire des parlementaires français, Edgar Bourloton, 1889-1891 [détail de l’édition]